# Thalictrum yunnanense
Thalictrum yunnanense är en ranunkelväxtart som beskrevs av Wen Tsai Wang. Thalictrum yunnanense ingår i släktet rutor, och familjen ranunkelväxter. Utöver nominatformen finns också underarten T. y. austroyunnanense.